# Діпросталь
Діпросталь (скорочення від Державний інститут з проектування підприємств з виробництва сталі, повна назва — Науково-дослідний проектний інститут металургійної промисловості «Діпросталь», також «Гіпросталь», від вживаної за СРСР назви рос. Гипросталь) — галузева установа з проєктування виробничих потужностей підприємств металургійної промисловості. Розташований у Харкові. Підпорядкований Міністерствуву промислової політики України. З 2004 року є відокремленим структурним підрозділом Українського науково-технічного центру «Енергосталь». Основний напрям діяльності — комплексне проєктування об'єктів агломераційного, доменного, сталеплавильного, феросплавного, прокатного, трубного виробництв металургійних підприємств; виконує функції головної установи з комплексного проєктування підприємств феросплавного виробництва та механізації трудомістких робіт у феросплавному виробництві. Заснований 1928 року у Харкові.

## Історія
Заснований 1928 року у Харкові як Український інститут з проєктування нових і реконструкції діючих металургійних підприємств Півдня (мався на увазі Південь СРСР). Від 1930 року — Державний інститут з проєктування підприємств об'єднання металургійної, залізорудної та марганцевої промисловості «Діпросталь» з філіями в Дніпропетровську, Одесі та Ростові-на-Дону (РРФСР). Під час 2-ї світової війни Інститут було евакуйовано у місто Златоуст (Челябінська область, РРФСР). У евакуації Діпросталь вела роботу з забезпечення технічною документацією будівництва цехів і заводів чорної металургії у східних районах СРСР. У 1941—1944 роках за проєктами «Діпросталі» на Сході СРСР збудовані та введені в дію 3 доменні печі загальним об'ємом 3340 м³; 2 конвертори з загальною садкою 30 т; 6 мартенівських печей з садкою по 110—130 т; 6 електропечей з садкою по 10–20 т; 15 електроферосплавних печей потужністю 2,5–10,5 МВА; прокатні стани 240, 280 та 320 тощо. З відбиттям з Харкова і Донбасу фашистських військ, Дніпросталь приступила до проєктування по відновленню південної металургії, організувавши Харківське відділення і п'ять комплексних бригад на найважливіших заводах Донбасу. у 1943–45 роках відновлені та побудовані на заводах Донбасу 11 доменних та 24 мартенівських печей, 12 прокатних станів.
У 2004 році Діпросталь рішенням Мінпромполітики було приєднано до державного науково-технічного центру «Енергосталь», який колись був відділком Діпросталі й у 1967 році став окремою структурою.

## Проєкти
Фахівці інституту спільно з науковими та машинобудівними установами спроєктували та впровадили у виробництво перший радянський блюмінг 1150 потужністю 1,2 млн т на рік на Макіївському та Дніпровському (місто Дніпродзержинськ Дніпропетровської області) металургійних заводах; перші радянські агломераційні фабрики на Єнакіївському, Макіївському, Дніпровському та Камиш-Бурунському (місто Керч, Крим) металургійних заводах; перше у світі випарне охолодження металургійних агрегатів на низці підприємств СРСР.
Діпросталь є генеральним проєктувальником металургійних заводів Комунарського (Алчевського), Макіївського, Донецького, Єнакіївського, Краматорського, Костянтинівського і Керченського в Україні, а також Сулинського і Златоустівського у РФ. Це означає, що більшість об'єктів цих підприємств було спроєктовано Діпросталлю, або під її керівництвом. Будучи головним інститутом феросплавної промисловості СРСР, Діпросталь зробив великий внесок у розвиток і технічний прогрес цієї важливої підгалузі чорної металургії. Діпросталь (у складі Енергосталі) у 2009—2011 роках розробив технологію виробництва на Єнисейському феросплавному заводі (станом на 2017 рік ще не введений в дію завод у місті Красноярськ, РФ).

## Нагороди
- Орден Трудового Червоного Прапора, 1977 — за значний внесок у розвиток вітчизняної металургії.

## Дотичні факти
- З 2001 року у приміщенні інституту «Діпросталь» в Харкові перебувало почесне консульство Іраку в Україні.[6]

## Виноски
1. ↑   Український історичний журнал. № 1, січень-лютий, 1963. — С. 60.
2. ↑   Високотехнологічні виробництва: від методології оцінки до піднесення в Україні: монографія / О. Б. Саліхова; НАН України, Ін-т екон. та прогнозув. — К., 2012. — С. 579.
3. 1 2 3 4  Ю. Г. Банников, В. В. Сачко (2007). «Діпроста́ль» Науково-дослідний проектний інститут металургійної промисловості. Енциклопедія сучасної України (електронне видання). Інститут енциклопедичних досліджень НАН України. Архів оригіналу за 14 грудня 2018. Процитовано лютий 2018.
4. 1 2   Далеко от линии фронта: воспоминания. — Прапор, 1977. — 247 с. — С. 172. (рос.)
5. 1 2   Развитие металлургии в Украинской ССР. — К.: Наукова думка, 1980—959 с. — С. 765. (рос.)
6. ↑  Що пов'язує Україну та Ірак? [Архівовано 8 березня 2021 у Wayback Machine.]. // Українська правда. — Субота, 13 жовтня 2001.